# Tobias e o Anjo (Verrocchio)
Tobias e o Anjo é um afresco, pintado pelo pintor italiano da Renascença Andrea del Verrocchio por volta de 1470 e 1475. A obra se encontra alojada no museu National Gallery em Londres.